# Focale (vêtement)
Pour les articles homonymes, voir Focale (homonymie).

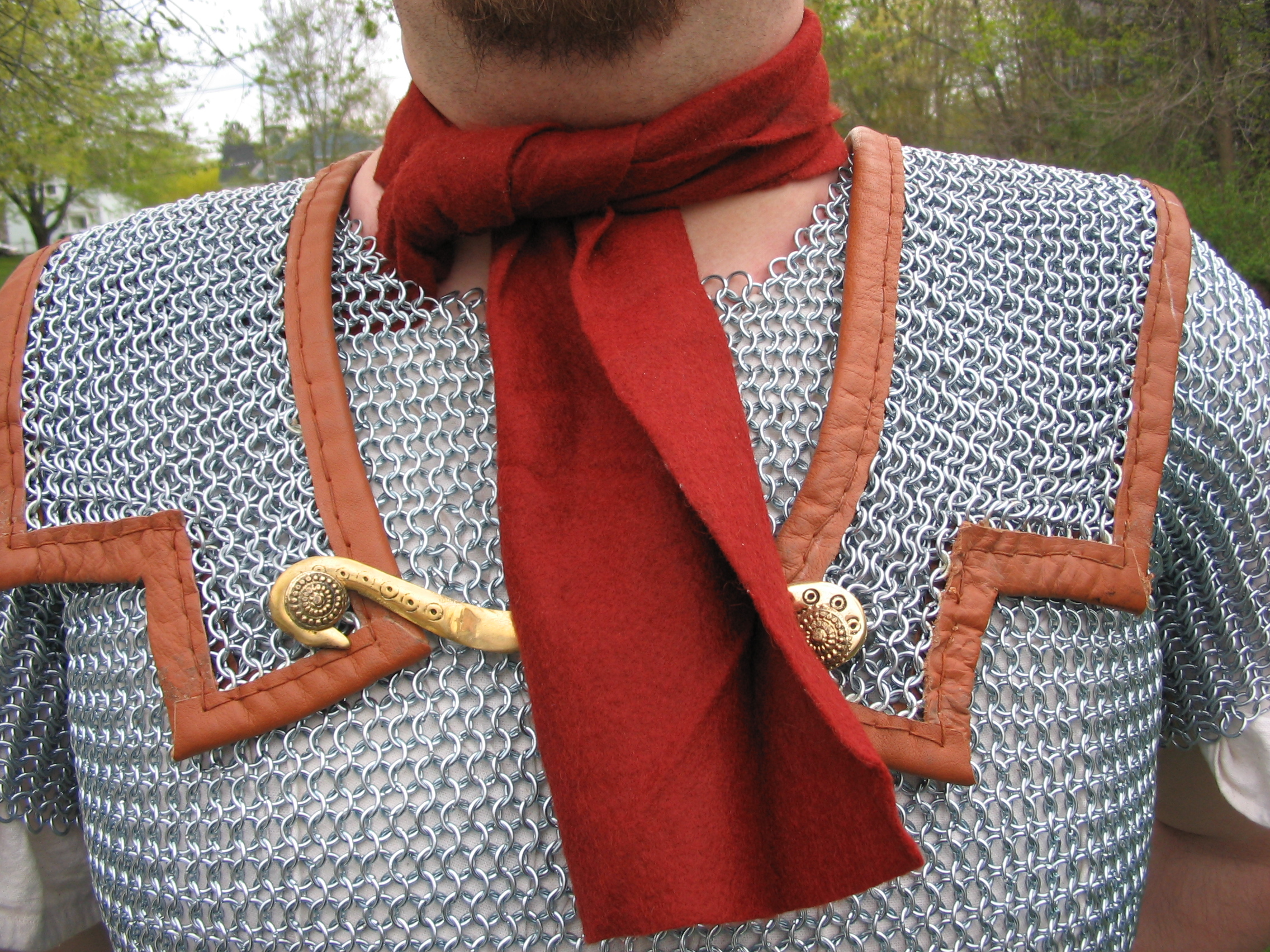
Focale en laine, portée par un reconstituteur.

Le focale, dans l'équipement de l'armée romaine de l'Antiquité, est une sorte d'écharpe destinée à protéger le cou du frottement des protections d'épaules de la lorica et du casque. Il s'agissait probablement d'une longue bande de laine ou de lin. 

## Sources
- (en) Cet article est partiellement ou en totalité issu de l’article de Wikipédia en anglais intitulé « Focale » (voir la liste des auteurs).